# Campionato europeo maschile under 19 di calcio 2023
Il campionato europeo di calcio Under-19 2023 è stata la 69ª edizione del torneo organizzato dalla UEFA. Il torneo, a cui hanno partecipato solo i giocatori nati dopo il 1º gennaio 2004, si è svolto a Malta dal 3 al 16 luglio 2023 e si è concluso con la vittoria dell'Italia sul Portogallo per 1-0. La nazionale italiana si è così aggiudicata il torneo per la seconda volta nella sua storia, a vent'anni dall'unico trionfo precedente (che anche in quell'anno arrivò contro i lusitani, che invece vinsero l'edizione 2018 proprio contro gli azzurri), mentre il Portogallo ha perso la finale del torneo per la quinta volta nella sua storia.

## Città e stadi
| Ta' Qali Paola Gozo | Ta' Qali           | Ta' Qali          |
| ------------------- | ------------------ | ----------------- |
| Ta' Qali Paola Gozo | Stadio di Ta' Qali | Centenary Stadium |
| Ta' Qali Paola Gozo | Capienza: 16 997   | Capienza: 3 000   |
| Ta' Qali Paola Gozo |                    |                   |
| Ta' Qali Paola Gozo | Paola              | Xeuchia (Gozo)    |
| Ta' Qali Paola Gozo | Hibernians Stadium | Gozo Stadium      |
| Ta' Qali Paola Gozo | Capienza: 2 968    | Capienza: 1 644   |
| Ta' Qali Paola Gozo |                    |                   |

## Fase a gironi

### Regolamento
Le prime due squadre di ogni girone si qualificano alle semifinali del torneo.
Se due o più squadre dello stesso girone sono a pari punti al termine della fase a gironi, per determinare la classifica si applicano i seguenti criteri nell'ordine indicato:
- maggior numero di punti nelle partite disputate fra le squadre in questione (scontri diretti);
- miglior differenza reti nelle partite disputate fra le squadre in questione;
- maggior numero di gol segnati nelle partite disputate fra le squadre in questione.

Se alcune squadre sono ancora a pari merito dopo aver applicato questi criteri, essi vengono riapplicati esclusivamente alle partite fra le squadre in questione per determinare la classifica finale.
Se la suddetta procedura non porta a un esito, si applicano i seguenti criteri:
- miglior differenza reti in tutte le partite del girone;
- maggior numero di gol segnati in tutte le partite del girone;
- migliore condotta fair play al torneo, calcolata partendo da 10 punti per squadra, che vengono decurtati in questo modo:
  1. ogni ammonizione: un punto;
  2. ogni doppia ammonizione o espulsione: tre punti;
  3. ogni espulsione diretta dopo un'ammonizione: quattro punti;
- sorteggio.

Se due squadre che hanno lo stesso numero di punti e lo stesso numero di gol segnati e subiti si sfidano nell'ultima partita del girone e sono ancora a pari punti al termine della giornata, la classifica finale viene determinata tramite i tiri di rigore, purché nessun'altra squadra del girone abbia gli stessi punti al termine della fase a gironi.

### Girone A

#### Classifica
| Pos. | Squadra    | Pt | G | V | N | P | GF | GS | DR |
| ---- | ---------- | -- | - | - | - | - | -- | -- | -- |
| 1.   | Portogallo | 9  | 3 | 3 | 0 | 0 | 9  | 2  | +7 |
| 2.   | Italia     | 4  | 3 | 1 | 1 | 1 | 6  | 6  | 0  |
| 3.   | Polonia    | 4  | 3 | 1 | 1 | 1 | 3  | 3  | 0  |
| 4.   | Malta      | 0  | 3 | 0 | 0 | 3 | 1  | 8  | -7 |

#### Risultati
| Arbitro: | Juxhin Xhaja |

|  |           |                      |
|  | Marcatori | 4’ Brás 60’ H. Félix |

| Arbitro: | Yigal Frid |

|  |           |                                                                        |
|  | Marcatori | 19’ (rig.) Ndour 35’ (rig.) Esposito 47’ D'Andrea 90+2’ (rig.) Vignato |

| Arbitro: | Sven Jablonski |

|                                                          |           |           |
| Ribeiro 35’ Sá 57’ Brás 68’ H. Félix 89’ Gonçalves 90+1’ | Marcatori | 6’ Lipani |

| Arbitro: | Yael Falcón |

|  |           |                         |
|  | Marcatori | 59’ Strzałek 82’ Pienko |

| Arbitro: | Joonas Jaanovits |

|                       |           |          |
| Falé 8’ Gonçalves 75’ | Marcatori | 71’ Tuma |

| Arbitro: | Gergo Bogár |

|          |           |             |
| Hasa 34’ | Marcatori | 8’ Strzałek |

### Girone B

#### Classifica
| Pos. | Squadra  | Pt | G | V | N | P | GF | GS | DR |
| ---- | -------- | -- | - | - | - | - | -- | -- | -- |
| 1.   | Spagna   | 7  | 3 | 2 | 1 | 0 | 7  | 1  | +6 |
| 2.   | Norvegia | 5  | 3 | 1 | 2 | 0 | 6  | 5  | +1 |
| 3.   | Islanda  | 2  | 3 | 0 | 2 | 1 | 2  | 3  | -1 |
| 4.   | Grecia   | 1  | 3 | 0 | 1 | 2 | 4  | 10 | -6 |

#### Risultati
| Arbitro: | Joonas Jaanovits |

|                                                        |           |                                                       |
| Roaldsøy 6’ Ødegård 15’, 44’ Flataker 18’ Skogvold 36’ | Marcatori | 51’, 81’ Tzimas 80’ Stavropoulos 90+5’ Kalogeropoulos |

| Arbitro: | Gergo Bogár |

|                    |           |                             |
| Þorsteinsson 90+1’ | Marcatori | 16’ Gasiorowski 47’ Barberà |

| Arbitro: | Yigal Frid |

|  |           |                                                     |
|  | Marcatori | 11’, 45+1’ Barberà 14’ Ángel 17’ Palacios 57’ Casas |

| Arbitro: | Juxhin Xhaja |

|                 |           |                     |
| Gudmundsson 89’ | Marcatori | 65’ (rig.) Roaldsøy |

| Paola 10 luglio 2023, ore 21:00 UTC+1 | Grecia         | 0 – 0 referto | Islanda | Hibernians Stadium (324 spett.)\| Arbitro: \| Sven Jablonski \| |
| Arbitro:                              | Sven Jablonski |               |         |                                                                 |

| Ta' Qali 10 luglio 2023, ore 21:00 UTC+1 | Spagna      | 0 – 0 referto | Norvegia | Stadio di Ta' Qali (704 spett.)\| Arbitro: \| Yael Falcón \| |
| Arbitro:                                 | Yael Falcón |               |          |                                                              |

## Fase a eliminazione diretta

### Tabellone
|  | Semifinali | Semifinali | Semifinali |        |    | Finale     | Finale | Finale |  |
|  |            |            |            |        |    |            |        |        |  |
|  | 1A         | Portogallo | 5          |        |    |            |        |        |  |
|  | 1A         | Portogallo | 5          |        |    |            |        |        |  |
|  | 2B         | Norvegia   | 0          |        |    |            |        |        |  |
|  | 2B         | Norvegia   | 0          |        | 1A | Portogallo | 0      |        |  |
|  |            |            |            |        | 1A | Portogallo | 0      |        |  |
|  |            |            | 2A         | Italia | 1  |            |        |        |  |
|  | 1B         | Spagna     | 2A         | Italia | 1  | 2          |        |        |  |
|  | 1B         | Spagna     |            |        |    |            |        |        |  |
|  | 2A         | Italia     | 3          |        |    |            |        |        |  |

### Semifinali
| Arbitro: | Yael Falcón |

|                                                       |           |  |
| Sá 4’ H. Félix 17’ (rig.) Ribeiro 31’, 66’ Borges 69’ | Marcatori |  |

| Arbitro: | Yigal Frid |

|                                 |           |                                    |
| Barberà 58’ Regonesi 74’ (aut.) | Marcatori | 52’ Vignato 66’ Pisilli 85’ Lipani |

### Finale
| Arbitro: | Sven Jablonski |

|  |           |            |
|  | Marcatori | 19’ Kayode |

## Classifica marcatori
4 reti
- Víctor Barberà

3 reti
- Hugo Félix (1 rig.)
- Rodrigo Ribeiro

2 reti
- Stefanos Tzimas
- Luca Lipani
- Samuele Vignato (1 rig.)
- Niklas Ødegård
- Alwande Roaldsøy (1 rig.)
- Igor Strzałek
- Gabi Brás
- João Gonçalves
- Gustavo Sá
- Yarek Gasiorowski

1 rete
- Alexīs Kalogeropoulos
- Christos Stavropoulos
- Eggert Aron Guðmundsson
- Jón Dagur Þorsteinsson
- Michael Kayode
- Luca D'Andrea
- Francesco Pio Esposito (1 rig.)
- Luis Hasa
- Cher Ndour (1 rig.)
- Niccolò Pisilli
- Basil Tuma
- Erik Flataker
- Henrik Skogvold
- Tomasz Pieńko
- Carlos Borges
- Miguel Falé
- Manuel Ángel
- Arnau Casas
- César Palacios